# Élisabeth Thible

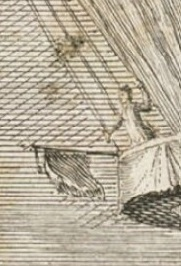
Stich von Charles-Ange Boily, 1784

Élisabeth Tible, auch Thible (geboren als Élisabeth Estrieux am 8. März 1757 in Lyon, gestorben unbekannten Orts nach 1784) war eine französische Opernsängerin und die erste Frau, die mit einer Montgolfière aufstieg.

## Leben
Élisabeth Estrieux war die Tochter des Seidenarbeiters Pierre Estrieux und von Agathe Desclaustre. Sie wurde am 8. März 1757 geboren und am nächsten Tag in der Kirche Notre-Dame de la Platière in Lyon getauft.
Am 12. Januar 1772 heiratete sie im Alter von 14 Jahren in der Kirche Saint-Nizier in Lyon den Seidenstrumpfhersteller Claude Tible, der auch als industrieller Hersteller und Vorführer von Wachsobjekten tätig war. Claude Tible starb am 10. Februar 1800 im Alter von 58 Jahren in Lyon.
Im Ehevertrag heißt es, dass Elisabeth Modehändlerin gewesen sei. Sie erhielt als Mitgift 2200 Livres, darunter die Aussteuer, ein gefülltes Bett, eine Garderobe und 800 Livres an Modewaren und Handelskapital. Sie arbeitete als  Sopranistin an der Comédie de Lyon.
Am 4. Juni 1784 unternahm sie in Lyon eine 45 Minuten dauernde Fahrt vor den Augen des Königs Gustav III. von Schweden in einem Ballon namens La Gustave. Sie war als Minerva verkleidet. Um ihre Angst vor dem Flug zu überdecken, sang sie während des Flugs Arien aus der Oper La Belle Arsène von Pierre-Alexandre Monsigny. Nach dem Flug schrieb sie:
„Welche Lust, diese Erde zu verlassen, die von Neid und Eigennutz verzehrt wird. Welches Vergnügen, sich in die Gegenden des Himmels zu erheben, in denen majestätisches Schweigen und ewiger Frieden herrschen. Wie leicht ist es, in dieser Stille die armselige Erde zu vergessen.“

## Film
- Venus im Wolkenschiff. WDR-Fernsehfilm von A. Reeker mit Anouk Plany als E. Thible